# Любашевка (приток Красивой Мечи)
Любашевка — река в России, протекает по Липецкой и Тульской областям. Правый приток Красивой Мечи.

## География
Река Любашевка берёт начало в районе деревни Новосёлки Становлянского района Липецкой области. Течёт на север, пересекает границу Тульской области. Впадает в Красивую Мечу у восточной границы города Ефремов. Вблизи устья через реку перекинут мост автодороги М4 «Дон». Устье реки находится в 132 км от устья Красивой Мечи. Длина реки составляет 34 км, площадь водосборного бассейна — 172 км².

## Данные водного реестра
По данным государственного водного реестра России относится к Донскому бассейновому округу, водохозяйственный участок реки — Красивая Меча, речной подбассейн реки — бассейны притоков Дона до впадения Хопра. Речной бассейн реки — Дон (российская часть бассейна).
Код объекта в государственном водном реестре — 05010100112107000000696.